# Рамон Гікс
Рамон Гікс (ісп. Ramón Hicks, нар. 30 травня 1959, Асунсьйон) — парагвайський футболіст, що грав на позиції нападника. Відомий за виступами в парагвайському клубі «Лібертад» та іспанському клубі «Реал Ов'єдо», та низці інших парагвайських та закордонних клубів, а також у складі національної збірної Парагваю.

## Клубна кар'єра
Рамон Гікс народився в столиці Парагваю Асунсьйоні, та розпочав виступи на футбольних полях у 1980 році в складі команди «Лібертад». У 1986 році Гікс став гравцем клубу іспанської Прімери «Сабадель», але після вибуття команди з вищого іспанського дивізіону парагвайський форвард став гравцем клубу Сегунди «Реал Ов'єдо», з якою за підсумками сезону здобув путівку до Примери, й наступних два сезони грав у складі команди вже у найвищому іспанському дивізіоні. У 1990 році Гікс перейшов до команди з Сегунди «Ельче», за яку виступав протягом сезону 1990—1991 років.
У 1991 році Рамон Гікс повернувся на батьківщину, де протягом кількох місяців грав у складі клубу «Серро Портеньйо». У цьому ж році Гікс став гравцем аргентинського клубу «Індепендьєнте», в якому грав до кінця 1992 року. У 1993 році парагвайський форвард грав у сладі болівійського клубу «Депортіво Сан-Хосе», після чого завершив виступи на футбольних полях.

## Виступи за збірну
У 1983 році Рамон Гікс дебютував у складі національної збірної Парагваю. У складі збірної був учасником розіграшу Кубка Америки 1983 року, на якому парагвайська збірна здобула бронзові нагороди, чемпіонату світу 1986 року у Мексиці, та розіграшу Кубка Америки 1987 року в Аргентині. У складі збірної грав до 1987 року, загалом провів у її формі 37 матчів, забивши 6 голів.